# فرودگاه وارکنبیل
فرودگاه وارکنبیل  (به انگلیسی: Warracknabeal Airport)  یک فرودگاه همگانی   است که یک باند فرود آسفالت دارد و طول باند آن ۱۳۷۲ متر است. این فرودگاه در  کشور استرالیا قرار دارد و در ارتفاع ۱۲۱ متری از سطح دریا واقع شده است.